# Lady Oscar (singolo)
Lady Oscar è un singolo discografico del gruppo I Cavalieri del Re, pubblicato nel 1982.

## Descrizione
Il brano, sigla dell'omonimo anime giapponese trasmesso in prima TV su Italia 1, ebbe un grande successo discografico, raggiungendo il settimo posto nella classifica settimanale dei singoli più venduti ed il 57° in quella annuale.
Il brano venne scelto in una rosa di 7/8 provini inviati alla RCA con il consenso diretto dei produttori giapponesi della serie che all'epoca intervenivano direttamente nella scelta delle sigle. Riccardo Zara dichiarò di aver realizzato la sigla in soli tre giorni, ma in un primo momento l'etichetta voleva affidarla a Marisa Interligi temendo una sovraesposizione del gruppo, in quanto vi erano già in giro diverse sigle a loro nome. Sul lato B è incisa la versione strumentale.
A partire dal 1990, la sigla è stata sostituita da Una spada per Lady Oscar cantata prima da Enzo Draghi, e poi da Cristina D'Avena.

## Tracce
Lato A
Testi e musiche di Riccardo Zara.
1. Lady Oscar – 3:10

Lato B
Musiche di Riccardo Zara.
1. Lady Oscar (strumentale)

## Formazione
- Clara Serina – voce, cori
- Riccardo Zara – tastiere, chitarre, basso, cori
- Walter Scebran – batteria
- Guiomar Serina – cori